# Roisin Gilheany
Roisin Gilheany (* 17. Mai 2005 in Melbourne) ist eine australische Tennisspielerin. 

## Karriere
Gilheany spielt bislang vorrangig auf der ITF Junior’s World Tennis Tour, wo sie bisher einen Doppeltitel gewinnen konnte. Im Juni 2021 gewann sie ihr erstes U18-Turnier im Dameneinzel in Preveza, Griechenland gegen Dimitra Pavlou mit 7:5 und 6:1.
2022 erhielt sie Anfang Januar eine Wildcard für das Hauptfeld der mit 60.000 US-Dollar dotierten Traralgon International, wo sie in der ersten Runde gegen Tereza Mrdeža mit 1:6 und 2:6 verlor. Danach erhielt sie eine Wildcard für die Qualifikation zum Hauptfeld im Dameneinzel der Sydney Tennis Classic, ihrem ersten Turnier auf der WTA Tour. Sie verlor ihre Erstrundenbegegnung mit 2:6 und 1:6 gegen Anna Karolína Schmiedlová. Bei den Australian Open 2022 startete sie sowohl im Juniorinneneinzel als auch im Juniorinnendoppel mit Partnerin Zara Larke. In beiden Wettbewerben war aber für die 16-Jährige schon nach der ersten Runde das Turnier beendet. Im Einzel unterlag sie Anca Alexia Todoni mit 1:6 und 4:6, im Doppel unterlag sie mit ihrer Partnerin gegen Chelsea Fontenel und Qavia Lopez mit 7:5, 2:6 und [7:10].

## Turniersiege

### Doppel
| Nr. | Datum            | Turnier    | Kategorie | Belag     | Partnerin  | Finalgegnerinnen          | Ergebnis  |
| --- | ---------------- | ---------- | --------- | --------- | ---------- | ------------------------- | --------- |
| 1.  | 2. Dezember 2023 | Gold Coast | ITF W60   | Hartplatz | Maya Joint | Melisa Ercan Alicia Smith | 7:63, 6:1 |

## Persönliches
Gilheany ist die Tochter der Irin Sinead Gilheany, ihr Bruder Pierce ist ein US-College-Tennis-Spieler. Sie trainiert in der Soto Tennis Academy in Sotogrande, Spanien und spielt für den Port Melbourne Tennis Club.